# Mario Rodrigues Luis Cobos
Silo — pseudônimo de Mario Luis Rodríguez Cobos (Mendoza, 6 de janeiro de 1938 - 16 de setembro de 2010),  mais conhecido como Silo, foi um escritor e pensador argentino, fundador do Movimento Humanista. Doutor Honoris Causa pela Academia de Ciências da Rússia.

## Biografia
Nasce no seio de uma família de classe média de procedência espanhola em Mendoza, Argentina. Seu pai é enólogo, Dom Rafael Rodríguez, e sua mãe, Doña María Luisa Cobo, basca, é professora de música. É o último de três filhos, sendo seus irmãos Raquel e Guillermo. Cursa ensino fundamental e médio nos Irmãos Maristas com excelentes notas, enquanto pratica ginástica olímpica e se especializa em cavalo com alças, especialidade em que chega atinge classificações regionais, chegando a ser campeão de Cuyo. Além disso, envolve-se com diversas organizações juvenis e leva uma vida social e intelectual muito ativa. Realiza estudos particulares de idiomas, como francês e italiano, e de filosofia. Também publica artigos em revistas culturais.
Cursa três disciplinas de direito na universidade de Buenos Aires e posteriormente, quando abrem a faculdade de Ciências Políticas em Mendoza, retorna a sua cidade natal para continuar seus estudos nessa área. Na universidade, começa a formar grupos de investigação sobre o ser humano e sua problemática existencial e social.
Viaja por seu país, América do Sul e Europa, e exerce distintos trabalhos. Por volta de 1960 – seguindo "um reordenamento de suas verdades internas", segundo indica um periódico da época – começa a apresentar suas propostas, enquanto continua formando grupos de estudo na Argentina e no Chile. Com membros destes grupos, organiza um breve discurso público, que inicialmente é proibido pelo governo militar, embora mais tarde se permita sua realização na montanha, longe das cidades. A ditadura militar daquele momento e as subsequentes no país se fizeram presentes na vida de Silo com sucessivas detenções.
Assim, em 4 de maio de 1969, Silo fala para umas duzentas pessoas reunidas em Punta de Vacas (província de Mendoza), paragem da Cordilheira dos Andes, próxima ao Aconcágua, sendo esta sua primeira exposição pública das ideias que, com o tempo, formariam as bases do Movimento Humanista. Nesta arenga, conhecida como “A cura do sofrimento”, expõe temas como a superação da dor e do sofrimento, o sentido da vida, a violência, o desejo e o prazer. Nesse lugar localiza-se hoje um dos diversos parques de estudo e reflexão relacionados a seus ensinamentos. Este é considerado o “parque histórico” (www.parquepuntadevacas.org).
Casa-se com Ana Luisa Cremaschi, que conhece desde a adolescência. Com ela, tem dois filhos, Alejandro e Federico, com quem sempre viverá em sua cidade natal.
Em 1972, publica O Olhar Interior e os grupos iniciais se estendem a outros países, em parte devido ao exílio de muitos de seus participantes provocado pelas ditaduras militares. No começo dos anos 70, Silo cria a corrente de pensamento que atualmente se denomina Novo Humanismo ou Humanismo Universalista e funda o Movimento Humanista como conjunto organizado que pretende expressar na prática tal pensamento. Pode-se dizer que esse pensamento abrange toda a existência, não apenas em nível social, mas também pessoal.
A partir da década de 80 e com sua orientação, o Movimento Humanista iniciou uma etapa de expansão no mundo com a criação de organismos e frentes de ação: o Partido Humanista com presença em 30 países, a Comunidade para o Desenvolvimento Humano (associação cultural), a Convergência das Culturas (associação civil), o Mundo sem Guerras (associação anti-armamentista) e o Centro Mundial de Estudos Humanistas
Em 1981, foi convidado a expressar suas propostas em diversos atos públicos de cidades européias e asiáticas, percorrendo Madri, Roma, Berlim e, posteriormente, Mumbai (Índia) e Colón (Sri Lanka), voltando depois para Paris, e mais tarde San Francisco (Califórnia) e Cidade do México. Expõe com muito vigor a postura da não violência, manifestada na superação do sofrimento, o trato humano e a atitude de não procurar culpados. Esses aspectos relevantes de seu pensamento foram compilados no livro Fala Silo.
Em 6 de outubro de 1993, Silo recebeu em Moscou o título de Doutor Honoris Causa do Instituto da América Latina da Academia de Ciências da Rússia. Nesta cerimônia, defendeu suas ideias sobre as “condições pré-dialogais”, concluindo sua apresentação com estas palavras: “Não haverá diálogo cabal sobre as questões de fundo desta civilização até que se comece, socialmente, a desacreditar de tanta ilusão alimentada com os espelhismos do sistema atual. Enquanto isso, o diálogo constinuará sendo insubstancial e sem conexão com as motivações profundas da sociedade. Entretanto, está claro que em algumas latitudes começou a se mover algo novo, algo que começando no diálogo de especialistas estará logo ocupando a praça pública”.

### Últimos anos
No começo de 2002, Silo anunciou sua retirada do Movimento Humanista, depois de tê-lo impulsionado por 32 anos. Fez isso transferindo a orientação do Movimento Humanista para uma assembléia composta pelos coordenadores generais do movimento. Em agosto de 2007, havia cerca de 400 membros nesta assembléia.
Em meados de 2002, lançou A Mensagem de Silo composta por um livro, uma experiência e um caminho. Entre seus projetos mais recentes, impulsionou a construção dos denominados Parques de Estudo e Reflexão na Argentina, Chile, Espanha, Estados Unidos, Itália, Índia e Egito, entre outros países. O dinheiro para construir esses parques se obtém de doações voluntárias.
Durante os anos 2000, voltou a discursar em Punta de Vacas em diversas ocasiões, com sua proposta de reconciliação, de acessar o profundo e o sagrado do ser humano, aceitando convites para expor sua mensagem, indo a lugares como casas de família ou salitas de bairro em Mendoza, Grande Buenos Aires, Santiago do Chile ou Quito (Equador). Além disso, comparece a eventos que se organizam em Lisboa, Roma, no norte da Itália e outros países. Por outra parte, ao irem se organizando Salas da Mensagem e Parques de Estudo e Reflexão em torno de sua obra, Silo vai a diversos atos inaugurais destes lugares ,como em La Reja (Buenos Aires), Manantiales (Santiago do Chile), Carcarañá (Rosário, Argentina), Toledo (Espanha), Attigliano (Roma, Itália), Caucaia (Cotia, Brasil), etc.
Realizou uma de suas últimas intervenções públicas em Berlim, na Cúpula dos Prêmios Nobel da Paz, em 11 de novembro de 2009, por motivo da passagem da Marcha Mundial pela Paz e a Não Violência por essa cidade. Nessa ocasião, Silo exortou ao desarmamento nuclear mundial como principal urgência do momento atual.
Passou seus últimos anos em Chacras de Coria, povoado nos arredores da cidade de Mendoza (província da Mendoza). Faleceu em seu lar, em 16 de setembro de 2010, depois de padecer por mais de um ano uma enfermidade renal.
Sua figura, até sua morte, foi muito controvertida, já que é considerado um guia espiritual por seus seguidores, enquanto seus críticos o qualificam como líder messiânico. Ele se referia a si mesmo como um escritor e praticante do que chamava de “religiosidade interna”.
Existem poucas entrevistas e intervenções em meios de comunicação de Silo em vida. A maioria delas foram realizadas no Chile no começo dos anos 90 (com o retorno à Democracia) nos principais programas de debate dos meios televisivos de país.
Algumas instituições mostraram reconhecimento de sua trajetória nos dias posteriores a seu falecimento, como a Assembléia Legislativa de Costa Rica.